# Корена, Фернандо
Фернандо Корена (итал. Fernando Corena; 22 декабря 1916, Женева — 26 ноября 1984, Лугано) — швейцарский и итальянский оперный певец (бас).

## Биография
Сын коммивояжера.
Сперва изучал католическое богословие во Фрибургском университете, но по настоянию дирижёра и композитора Витторио Гуи решил посвятить себя музыке.
Учился вокалу в Милане у Энрико Романо. Во время Второй мировой войны — солист на радио.
Дебютировал на оперной сцене в Триесте в 1947 году в партии Варлаама в опере «Борис Годунов» Модеста Мусоргского и вскоре завоевал широкую известность, стал петь на многих международных оперных сценах. В 1947—1948 гг. выступал в Городском театре Цюриха.
В 1953 году стал артистом Метрополитен-опера в Нью-Йорке. С 1954 по 1978 год — ведущий исполнитель басовых партий в «Метрополитен-опера». В 1965 году исполнил партию Осмина в опере Моцарта «Похищение из сераля» на Зальцбургском фестивале. Это сделало его одним из самых видных бас-буффов итальянской оперы.
Выступал в театрах «Ла Скала» (Милан), «Ла Фениче» (Венеция) и других крупнейших итальянских оперных театрах. Пел на важнейших оперных сценах (Брюссель, Буэнос-Айрес, Чикаго, Лондон, Париж, Вена) и на фестивалях (Амстердам, Эдинбург, Люцерн, Зальцбург).
Обладатель замечательного по красоте, свежести и силе голоса, пользуясь приёмами гротеска, гиперболизации создал ряд комедийных вокально-сценических образов.
Вёл концертную деятельность.

## Избранные партии
- Дон Бартоло («Севильский цирюльник» Дж. Россини),
- Мустафа («Итальянка в Алжире», Дж. Россини),
- Дулькамара («Любовный напиток» Гаэтано Доницетти),
- Дон Паскуале («Дон Паскуале» Гаэтано Доницетти),
- Фра Мелитоне («Сила судьбы» Верди),
- Фальстаф («Фальстаф» Верди),
- Лепорелло («Дон Жуан» Моцарта),
- Варлаам, Пимен («Борис Годунов» Модеста Мусоргского) и др.